# Mississippská nížina
Mississippská nížina (anglicky  Mississippi Alluvial Plain) je rozlehlá aluviální nížina, kterou protéká řeka Mississippi. Leží na jihovýchodě Spojených států amerických. Rozkládá se od soutoku s řekou Ohio až k Mississippské deltě a ústí do Mexického zálivu. Mississippská nížina leží ve státech Illinois, Missouri, Kentucky, Tennessee, Arkansas, Mississippi a Louisiana.

## Geografie
Severní část Mississippské nížiny je úzká, má šířku pouze 25 km, směrem k jihu se dále rozšiřuje. V místech soutoku s řekou Arkansas je šířka nížiny 200 km, při pobřeží Mexického zálivu dosahuje šířky až 400 km. Délka aluviální nížiny je okolo 750 km, celkem se rozkládá na ploše okolo 95 000 km2.

## Členění
Rozlišuje se delší a rozsáhlejší horní část nížiny – Mississippi Embayment a nížinná oblast samotné delty řeky Mississippi.